# Lydia B Kollins
Nicholas Fry (nacida el 29 de mayo de 2001), conocido profesionalmente como Lydia B Kollins, es una artista drag, cineasta, y modelo estadounidense que compitió en la decimoséptima temporada de RuPaul's Drag Race, donde finalizó en el séptimo lugar.
El 23 de abril de 2025, Kollins fue anunciada como una de las concursantes que competirían en la décima temporada de RuPaul's Drag Race: All Stars.

## Primeros años y educación
Fry fue criada en Greensburg, Pensilvania, asistió al Hempfield Area School District y se graduó en 2019. Asistió a la Point Park University por cine y se graduó en 2023.

## Carrera
El personaje drag de Fry, Lydia B Kollins, deriva del personaje de Beetlejuice Lydia Deetz. Lydia B Kollins es cineasta, y cita a Tim Burton, David Lynch y John Waters como inspiraciones. Comenzó a hacer drag en la comunidad drag en línea a la edad de 15 años, compitiendo en la serie web Drag Showdown, así como ganando la tercera temporada de la serie web The Drag Ball. La primera vez que actuó en público fue en un acto del Orgullo en Nemacolin Woodlands Resort en 2021. Antes de actuar como drag a tiempo completo, trabajó como camarera en el Duquesne Club de Pittsburgh. Sólo se presentó una vez al casting de Drag Race. Como modelo, desfiló para el evento "Bartsch Summer Camp Pride" de Susanne Bartsch en 2021. Kollins fue telonera de la cantante Chappell Roan en Pittsburgh como parte de su gira The Midwest Princess Tour en abril de 2024. Sus "bares de cabecera" son P*Town Bar en Oakland y Blue Moon en Lawrenceville, Pittsburgh. Kollins describe su drag como "grunge", "alternativo", "espeluznante" y "vampírico". Su número de seguidores en Instagram creció un 1.283 por ciento durante la emisión del programa. Es la única concursante de Drag Race que compite en una segunda temporada antes de que se haya emitido la primera, compartiendo que fue invitada a participar de nuevo 3 semanas después de que terminara el rodaje de la temporada 17 de Drag Race, y que tuvo unos 5 días para prepararse para Drag Race All Stars 10. 

## Vida personal
Fry tiene su sede en Pittsburgh. Desde febrero de 2025, Fry sale con la también concursante de Drag Race Kori King.

## Filmografía

### Televisión
| Año  | Título                                       | Papel       | Notas                       |
| ---- | -------------------------------------------- | ----------- | --------------------------- |
| 2025 | RuPaul's Drag Race (temporada 17)            | Contestant  | 7.ª lugar                   |
| 2025 | RuPaul's Drag Race: Untucked                 | Ella misma  | temporada 17 (11 episodios) |
| 2025 | RuPaul's Drag Race: All Stars (temporada 10) | Concursante |                             |

### Series web
- Drag Showdown 3 (2018) | Concursante
- The Drag Ball 2 (2019) | Concursante
- The Drag Ball 3 (2020) | Ganadora
- DSDivas (2021) | Concursante
- Whatcha Packin' (2025), presentado por Michelle Visage, World of Wonder[14]